# Bocksberg (Thüringen)
Der Bocksberg ist ein Berg des Frankenwaldes bei Judenbach im Landkreis Sonneberg. Er ist exakt 696,5 m ü. NHN hoch. Die bayerische Grenze befindet sich nur wenige Kilometer vom Bocksberg entfernt.
Der Berg liegt zwar im Bundesland Thüringen und daher im Naturpark Thüringer Wald, gehört aber seiner physisch-geographischen Lage nach nicht mehr zum Thüringer Schiefergebirge im engeren Sinne.